# Guerra d'Itàlia de 1535-1538
La Guerra d'Itàlia de 1535-1538 va ser un conflicte bèl·lic que va enfrontar als monarques Francesc I de França i Carles I d'Espanya. La guerra va començar amb la mort de Francesc II Sforza, duc de Milà.

## La guerra
Quan el fill de Carles V del Sacre Imperi Romanogermànic, el futur Felip II de Castella, va heretar el ducat de Milà, Francesc I de França. Empès pels seus capitans Andreu Doria i Antonio de Leiva va decidir iniciar les hostilitats. Pensava en un atac per mar i terra contra França, el que significava un trasllat total de tropes.
Francesc va envair Itàlia, capturant Torí però no aconseguint fer el mateix amb Milà. Com a resposta, Carles V va envair Provença, portant a terme un ràpid avanç en Ais de Provença. No obstant això, va preferir retirar-se a Espanya abans d'atacar Avinyó, territori fortament fortificat. Hi ha fonts que parlen que la retirada es va produir perquè algunes tropes franceses van deixar a propòsit fruita massa madura en els arbres, en un intent de causar disenteria a les tropes amb les quals s'enfrontaven. Del múltiple atac sobre les províncies meridionals de les Disset Províncies, la invasió septentrional des dels Països Baixos es va haver d'abandonar per falta de liquiditat econòmica.
Solimà el MagníficSolimà I el Magnífic havia d'envair Itàlia pel sud a través d'Apulia, però no estava preparat per una invasió a gran escala del Regne de Nàpols i les tropes otomanes que van desembarcar a Otranto el 23 de juliol de 1537 es van retirar perquè Francesc no atacava la Llombardia.

## Conseqüències
La treva de Niça va donar per conclòs el conflicte, deixant Torí en mans del regne de França, la qual cosa no produïa un canvi significant en les fronteres de la península Itàlica. Un fet significatiu és que durant la signatura del tractat dels monarques Francesc I de França i Carles V van rebutjar estar asseguts a la mateixa habitació, mostra de l'odi mutu que tenien. Així, les negociacions es van dur a terme a través del Papa Pau III, que anava d'una habitació a una altra mediant entre ambdues parts.